# Cattedrale di Nostra Signora dell'Assunzione (Matāʻutu)
La cattedrale di Nostra Signora dell'Assunzione (in francese: Cathédrale Notre-Dame-de-l'Assomption) è la cattedrale cattolica di Matāʻutu, nell'isola di Wallis, Territorio di Wallis e Futuna. La cattedrale è sede del vescovo della diocesi di Wallis e Futuna.
L'imponente cattedrale si trova nei pressi del Palazzo Reale di Uvea ed è stata costruita nel 1951, in sostituzione di una precedente cattedrale. L'edificio è stato realizzato con pietre vulcaniche blu, cesellate e rifinite a mano. Ha due torri prominenti, di forma rettangolare, che dominano il paesaggio. Tra le due torri è posta una croce blu di Malta, che appare anche sulla bandiera di Wallis. La cattedrale è monumento nazionale francese.